# P. Chidambaram
Palaniappan Chidambaram, mer känd som P. Chidambaram, född 16 september 1945 i Kanadukattan i Madras Presidency i Brittiska Indien (nuvarande Tamil Nadu i Indien), är en indisk politiker och advokat. Han har varit landets finansminister under fyra separata perioder: 1996–1997, 1997–1998, 2004–2008 samt 2012–2014. Under större delen av sin politiska karriär har Chidambaram tillhört Kongresspartiet, med undantag för en period kring millennieskiftet då han representerade Tamil Maanila Congress och Congress Jananayaka Peravai.
Chidambaram har en kandidatexamen i statistik från Presidency College i Chennai och en juristexamen från Madras Law College i Chennai, samt en Master of Business Administration från Harvard Business School.
Chidambaram var ledamot i underhuset (Lok Sabha) som representant för valkretsen Sivaganga från 1984 till 1999 samt från 2004 till 2014. Sedan 2016 är han ledamot av överhuset (Rajya Sabha). Utöver finansministerposten har Chidambaram bland annat varit vice handelsminister i Rajiv Gandhis regering, samt handelsminister 1991–1992 och 1995–1996 i P.V. Narasimha Raos regering. Han var även inrikesminister under perioden 2008–2012.
Fram till 1996 var Chidambaram kongresspolitiker, men lämnade detta år partiet i protest mot att Kongressen allierade sig med AIADMK. Chidambaram gick istället med i Tamil Maanila Congress (TMC). År 2001 bröt han med TMC och bildade ett eget parti – Congress Jananayaka Peravai (CJP). Sedan 2004 är Chidambaram åter i Kongresspartiet.